# Кирліджей (Горж)

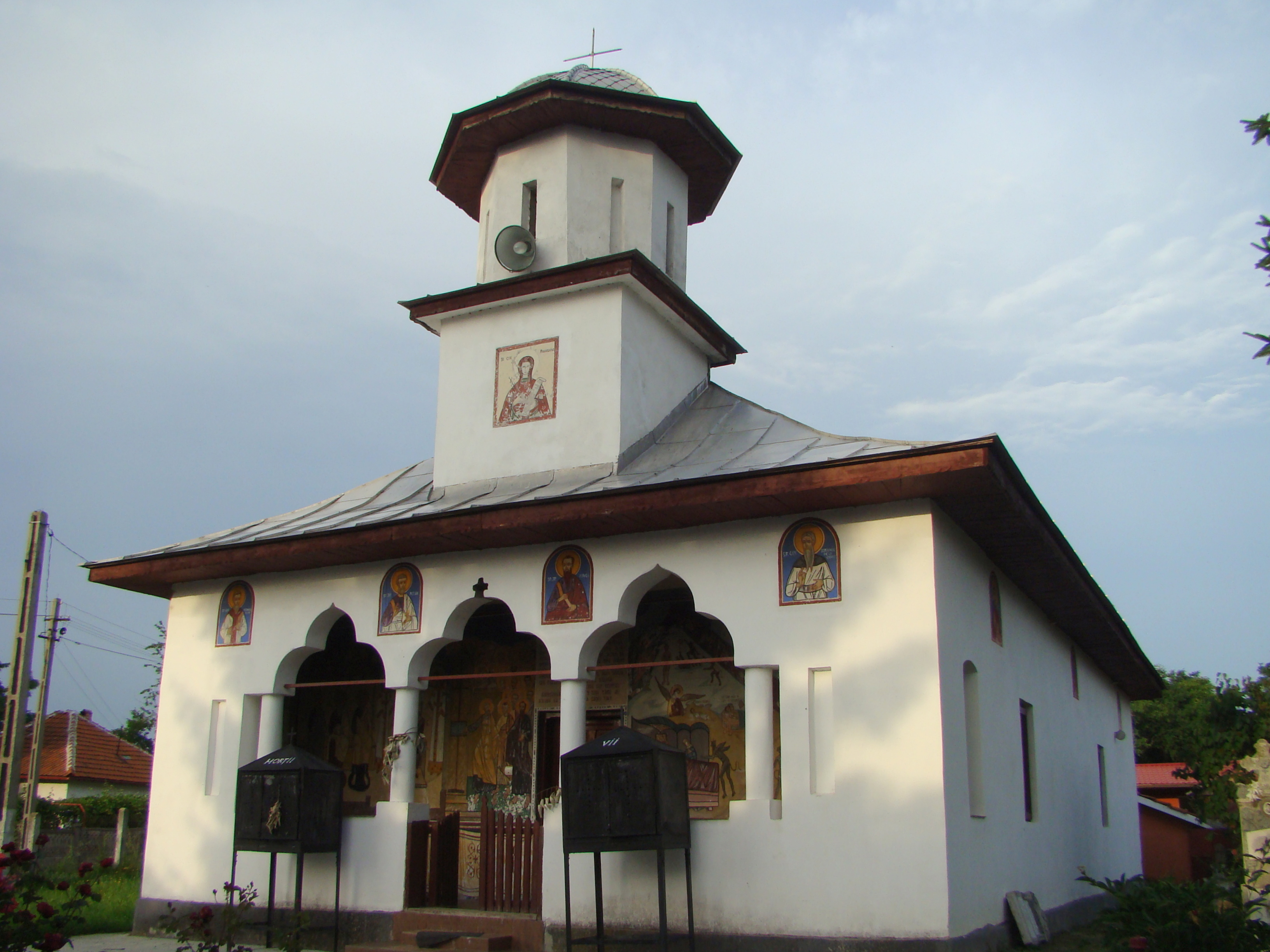

Кирліджей (рум. Cârligei) — село у повіті Горж в Румунії. Входить до складу комуни Бумбешть-Піцик.
Село розташоване на відстані 204 км на захід від Бухареста, 33 км на схід від Тиргу-Жіу, 87 км на північ від Крайови.

## Населення
За даними перепису населення 2002 року у селі проживали 806 осіб, з них 803 особи (99,6%) румунів. Рідною мовою 805 осіб (99,9%) назвали румунську.